# District de Srikakulam
Le district de Srikakulam (télougou : శ్రీకాకుళం జిల్లా) est un des neuf district littoraux de la région de Coastal Andhra de l'état de l'Andhra Pradesh, avec ces quartiers généraux localisés à Srikakulam,. Il est localisé à localisé à l'extrême nord- est de l'état de l'Andhra Pradesh. Il fut connu sous le nom de Chicacole.

## Histoire

### Préhistoire
Des preuves de la présence de l'Homme durant l'Age de Pierre et l'Age de Fer ont été découvertes à Sangamayya Konda et Dannanapeta. A Dannanapeta, on retrouve un site unique megalithique de l'Age de Fer qui est composé de dolmen de 36 pieds de long, 14 pieds de large et 2 pieds d'épaisseur. Un autre site, Sailada Hills, démontre l'existence de l'existence humaine dans un réseau de caverne servant d'habitations préhistoriques à l'Age de Fer à Amudalavalasa.

### Jainisme et Bouddhisme
Des vestiges de monuments bouddhistes et jainistes ont été découverts près de Sangamayya Konda : les seconds ont été aperçus à Dannanapeta, à côté de Amudalavalasa. Salihundam est un célèbre site bouddhiste sur la rive sud de la rivière Vamsadhara, à 5 kilomètres à l'ouest de Kalingapatnam et à 18 kilomètres de la ville de Srikakulam.

### Post-Indépendance
Le district de Srikakulam a été créé en 1950 par le découpage de l'ancien district de Visakhapatnam. La juridiction territoriale resta inchangée après cela durant un certain temps. Cependant, en novembre 1969, le district perdit une centaine de villages qui furent rattachés au tout nouveau taluk de Gajapathinagaram (en), alors inclus dans le district de Visakhpatnam.

## Géographie

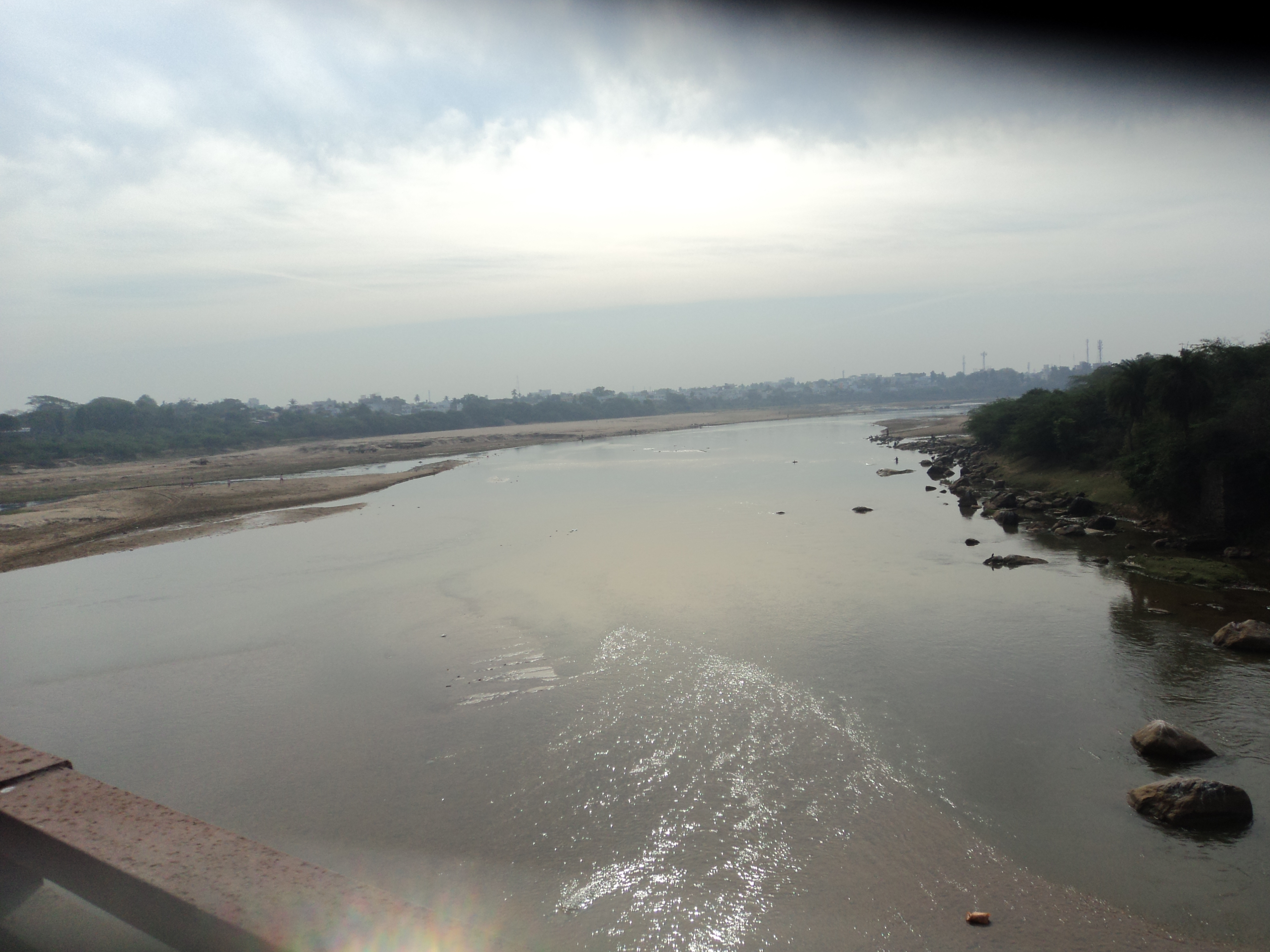
La rivière Nagavali.

Le district de Srikakulam occupe une superficie de 5 837 km2. Il s'étend entre les coordonnées géographiques 18°20' et 19°10' N et 83°50' et 84°50' E, à 100 km au nord-est de Visakhapatnam. Le district de Vizianagaram le borde au sud-ouest, tandis que l'Odisha le délimite au nord-est et le golfe du Bengale le baigne au sud-est. Il peut être divisée en deux catégories de relief. Une portion du Srikakulam correspond à des plaines avec de l'intense agriculture tandis que l'autre est de forêts sur terrains rocailleux et collines. Une partie des Mahendragiri Hills (collines de Mahendragiri) se trouvent dans le district. L'agriculture intensive a été rendue possible par la destruction d"un ancien terrain forestier. Kothuru, Hiramandalam et Pathapatnam et Kalingadal sont des territoires couverts par d'épaisses fôrets. Le district de Srikakulam possède la plus importante longueur de côtes (193 km) de tout l'Andhra Pandesh.
Son chef-lieu est Srikakulam.
Au recensement de 2011, sa population était de 2 703 114 habitants, , dont 10,98% en zone urbaine, pour une superficie de 5 837 km2.

### Hydrographie
Les principales rivières circulant dans le district sont River Nagavali, River Vamsadhara, Mahendratanaya, Champavati, Bahuda, Kumbhikota Gedda, Suvarnamukhi, Vegavati, Gomukhi dont les plus importantes sont Nagavali et Vamsadhara. Les bassins hydrogéographiques de ces deux cours d'eau représentent 5% du territoire de Srikakulam. Les rivières Mahendratanaya and Bahuda ont des bassins de faible importance.

## Démographie
Selon le recensement de 2011, le district de Srikakulam avait une population de 2 703 114, équivalente à celle du Koweït et de l'Etat américain du Nevada. Le district était classée 147ème sur 640 districts en termes de population. Le district avait une densité populationnelle de 462 habitants par km². Srikakulam avait un sex ration de 1.014 (1014 femelles/1000 mâles). Le taux d'alphabétisation était de 62.3%. Au moment du recensement de 2011, 92.32% de la population parlaient le dialecte indien Telugu comme première langue.
| Evolution du nombre d'habitants de 1901 à 2011 du district de Srikakulam | Evolution du nombre d'habitants de 1901 à 2011 du district de Srikakulam | Evolution du nombre d'habitants de 1901 à 2011 du district de Srikakulam |
| ------------------------------------------------------------------------ | ------------------------------------------------------------------------ | ------------------------------------------------------------------------ |
| Année                                                                    | Nombre d'habitants                                                       | Taux annuel accroissement                                                |
| 1901                                                                     | 1 060 467                                                                |                                                                          |
| 1911                                                                     | 1 101 199                                                                | + 0.38 %                                                                 |
| 1921                                                                     | 1 123 461                                                                | + 0.20 %                                                                 |
| 1931                                                                     | 1 222 767                                                                | + 0.85 %                                                                 |
| 1941                                                                     | 1 333 341                                                                | + 0.87 %                                                                 |
| 1951                                                                     | 1 405 792                                                                | + 0.53 %                                                                 |
| 1961                                                                     | 1 555 369                                                                | + 1.02 %                                                                 |
| 1971                                                                     | 1 769 968                                                                | + 1.30 %                                                                 |
| 1981                                                                     | 1 959 352                                                                | + 1.02 %                                                                 |
| 1991                                                                     | 2 321 126                                                                | + 1.71 %                                                                 |
| 2001                                                                     | 2 537 593                                                                | + 0.90 %                                                                 |
| 2011                                                                     | 2 703 114                                                                | + 0.63 %                                                                 |
| Source:                                                                  |                                                                          |                                                                          |

| Rang | Nom           | Nbre d'habitants |
| ---- | ------------- | ---------------- |
| 1    | Srikakulam    | 125 953          |
| 2    | Palasa        | 57 507           |
| 3    | Rajam         | 42 123           |
| 4    | Amudalavalasa | 39 799           |
| 5    | Ichchapuram   | 36 478           |
| 6    | Tekkali       | 28 631           |
| 7    | Narasannapeta | 26 280           |
| 8    | Palakonda     | 20 760           |
| 9    | Sompeta       | 18 778           |
| 10   | Pathapatnam   | 15 954           |

### Indicateurs des ménages
Selon un rapport de l'PPS (International Institute for Population Services) de 2008, 86.9% de la population avait accès à l'électricité, 70.4% à l'eau potable, 18.5% à des sanitaires et 47.2% ont des habitations solides aux événements météorologiques. 31.5% des fille sont mariées avant l'âge de 18 ans.

## Divisions
Le district de Srikakulam a trois "Divisions de revenues" - Srikakulam, Palakonda et Tekkali. Elles sont divisées en 38 "Tehsil", une forme de sous-administration rattachée à une ville, son centre administratif. Le district de Srikakulam possède 12 villes et 973 villages (d'un point de vue administratif). dans l'ensemble du district, il y a une corporation municipale, deux nagar panchayats et sept census towns. La corporation municipale du district est Srikakulam, les deux nagar panchayats sont Palakonda et Rajam. Les six census towns sont Balaga, Hiramandalam, Narasannapeta, Ponduru, Sompeta, Tekkali.

### Tehsil
Les 38 Tehsil du district de Srikakulam par Divisions de revenues sont listés dans le tableau suivant:
| N° | Palakonda Division   | Srikakulam Division | Tekkali Division |
| -- | -------------------- | ------------------- | ---------------- |
| 1  | Bhamini              | Amadalavalasa       | Ichchapuram      |
| 2  | Hiramandalam         | Burja               | Jalumuru         |
| 3  | Kotturu              | Etcherla            | Kanchili         |
| 4  | Meliaputti           | Ganguvari Sigadam   | Kaviti           |
| 5  | Palakonda            | Gara                | Kotabommali      |
| 6  | Pathapatam           | Lakshminarasupeta   | Mandasa          |
| 7  | Rajam                | Laveru              | Nandigam         |
| 8  | Regidi Amadalavalasa | Narasannapeta       | Palasa           |
| 9  | Saravakota           | Ponduru             | Santhabommali    |
| 10 | Seethampeta          | Polaki              | Sompeta          |
| 11 | Santhakavati         | Ranastalam          | Tekkali          |
| 12 | Vangara              | Sarubujjili         | Vajrapu Kotturu  |
| 13 | Veeraghattam         | Srikakulam          |                  |

Avant l'existence des Tehsil, l'administration était organisé en fonction d'un ancien système, le système Taluka ou Anciens Taluka. En 1971, le nombre de Taluka dans le district de Srikakulam était de 14, passant à 19 en 1978. En 1985, les 19 Taluka furent divisés en Tehsil.

### Circonscriptions parlementaires et d'assemblée
Il y a 3 circonscriptions parlementaires et 10 d'assemblée dans le district de Srikakulam. Les trois circonscriptions parlementaires sont Srikakulam, Araku, and Vizianagaram
Les 10 circonscriptions d'assemblée sont Amadalavalasa, Rajam, Tekkali, Ichchapuram, Palasa, Narasannapeta, Palakonda, Pathapatnam, Srikakulam et Etcherla.

## Économie
En 2013, le produit intérieur brut (PIB) du district représentait environ 2,5 milliards de dollars américains, une part de 3.8% du PIB de l'Etat de Andhra Pradesh. Le secteur primaire, secondaire et tertiaire du district ont contribué à 24% (0.68 milliards), à 21% (0.58 milliards) et 55% au PIB, respectivement.
Pour l'année fiscale 2013-14, le revenu moyen par habitant était de 800 dollars américains.
Des tribus locales telles que les Saora et les Jatapus pratique toujours le traditionnel système de culture Podu, basé sur la minéralisation/fertilisation artificielle des sols par l'incendie de forêts.
La compagnie pharmaceutique, Dr. Reddy's Laboratories, majeur acteur du territoire est présente à Pydibhimavaram.

## Transport
La longueur totale cumulée des autoroutes du district est de 959 km. La Andhra Pradesh State Road Transport Corporation gère un service de transport commun reliant les grandes villes de l'état de Andhra Pradesh et le district de Srikakulalm. Il existe également des stations ferroviaires dans le district dont Amudalavalasa, Srikakulam Road railway station, Palasa railway station, Naupada, Ichchapuram and Sompeta entre autres.

## Culture
Le district de Srikakulam est réputé en son pays pour ses produits en laiton, par exemple la cloche Budithi et l'artisanat en laiton en général, principalement dans le village de Budithi. Ils sont enregistrés au patrimoine culturelle de l'Andhra Pradesh.

## Sports
Kodi Rammurthy Naidu (body builder), Karman Malleswari (médaillé olympique) et Pujari Sailaji sont des sportifs célèbres du district.

## Éducation
Les enseignements primaire et secondaire sont dispensés dans des écoles publiques et privées, sous la direction du département de l’Éducation Scolaire de l'État,. Sur l'année scolaire 2015-2016, 3 875 écoles ont été répertoriées selon un rapport d'information du département de l’Éducation Scolaire. Parmi elles, 573 privés, 32 appartenant au Kasturba Gandhi Balika Vidyalaya (KGBV), 85 écoles municipales. le nombre d'élèves du district inscrits de l'école primaire au lycée était de 371 472 en 2015-2016.
L'unique université du district est la D.R. Ambedkar University dans la "Division de revenues" Srikakulam. Les écoles de médecine sont le Rajiv Gandhi Institute of Medical Sciences dans la ville de Srikakulam et le GEMS (Great Eastern Medical Speciality and Hospital) dans le village de Ragolu.

## Temples
Il y a sept temples sous la supervision du Département des Dotations.
| N° | Temple                                | Tehsil      | Village      |
| -- | ------------------------------------- | ----------- | ------------ |
| 1  | Sri Kodanda Rama Swamy Temple         | SRIKAKULAM  | BALAGA       |
| 2  | Sri Maninageswara Swamy Temple        | SRIKAKULAM  | KALLEPALLE   |
| 3  | Sri Kothamma Ammavari Temple          | KOTABOMMILI | KOTABOMMILI  |
| 4  | Sri Kota Durga Ammavari Temple        | PALAKONDA   | PALAKONDA    |
| 5  | Sri Neelamani Durga Ammavari Temple   | PATHAPATNAM | PATHAPATNAM  |
| 6  | Sri Yendala Mallikarjuna Swamy Temple | TEKKALI     | RAAVI VALASA |
| 7  | Sri kurmam Temple                     | GARA        | SRI KURMAM   |

## Marchandises remarquables du District
Ci-dessous, un tableau présentant une liste de marchandises associé à la ville/village producteur. (les numéros ne reflètent pas une valeur quantitative, ils sont seulement à titre indicatif)
| N° | Ville/Village    | Marchandises                                    |
| -- | ---------------- | ----------------------------------------------- |
| 1  | Srikakulam       | Articles en jute, briques et fer                |
| 2  | Palasa Kasibugga | Noix de cajou, cordes de coco, sucre            |
| 3  | Ichchapuram      | Cordes en coco, briques, sculpture sur pierre   |
| 4  | Sompeta          | Noix de cajou, Paniers                          |
| 5  | Hiramandalam     | Huile d'arachide                                |
| 6  | Palakonda        | Sucre                                           |
| 7  | Tekkali          | Moulage de l'aluminium                          |
| 8  | Rajam            | Ficelle de jute, synthétique, fil, tiges de fer |
| 9  | Amadalavalasa    | Sucre                                           |
| 10 | Narasannapeta    | Jaggery                                         |
| 11 | Balaga           | Articles en jute, briques                       |
| 12 | Ponduru          | Textiles                                        |